# Mitología gallega

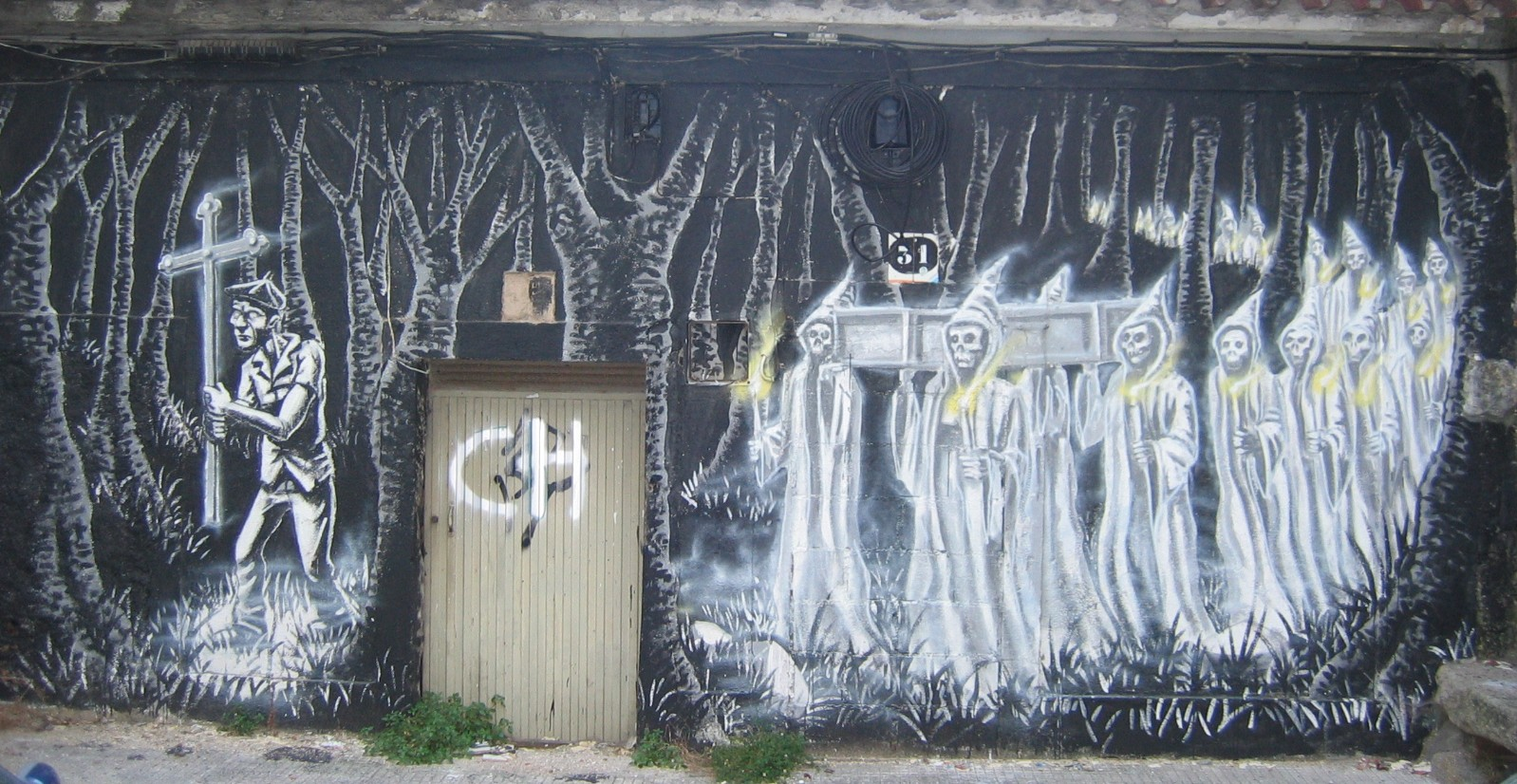
Mural que representa la Santa Compaña en Pontevedra.

La mitología de Galicia es el conjunto de los mitos más o menos relacionados (o incluso sin conexiones entre ellos), relatos que forman parte de la cultura gallega. Se puede obtener a través de discursos, narraciones o expresiones culturales de origen sagrado, que posteriormente fueron secularizados, y discursos relacionados con esta cultura en un momento determinado o una serie de creencias de carácter imaginario.
Los mitos son relatos basados en la tradición y la leyenda creados para explicar el universo, el origen del mundo, los fenómenos naturales y cualquier otra cosa para la que no hay una explicación simple.
Sin embargo, no todos los mitos tienen que tener este propósito explicativo. La mayoría de ellos están relacionados con una fuerza natural o deidad, pero muchos son simplemente historias y leyendas que se han transmitido oralmente de generación en generación.

## Algunos personajes mitológicos y folclore de Galicia
Festividades
- Beltane
- Samhain

Brujas, duendes, espíritus y monstruos
- Salmón
- Bruxa
- Biosbardo
- Coca
- Diaño
- Hombre lobo
- Lavandeira
- Meiga
- Meiga chuchona
- Moura
- Mouro
- Nubeiro
- Perro de Urco
- Procesión das Xás
- Sacaúntos
- Santa Compaña
- Tardo
- Trasgo
- Trasno
- Xacio

Dioses
- Bandua
- Berobreo
- Bormánico o Borvo
- Coso
- Endovelico
- Lug
- Navia
- Reva
- Sannoava

Reyes y héroes
- Breogán
- Ith
- Míl Espáine

Personajes legendarios
- Pepa a Loba
- Xan Quinto
- Apalpador
- Reina Lupa
- Pedro Chosco

Lugares sagrados
- Mámoa
- Piedra de abalar
- Pena Molexa
- Monte Pindo
- Nuestra Señora de la Lanzada

## Galería de imágenes
|                                                 |
| Representación alemana del Licántropo, de 1722. |

|                  |
| Quema de meigas. |